# Lee Bradbury
Lee Michael Bradbury (Cowes, 3 juli 1975) is een Engels voormalig betaald voetballer en huidig voetbalcoach. Hij speelde doorgaans als aanvaller en kwam uit voor onder andere Manchester City, Portsmouth en AFC Bournemouth gedurende zijn carrière.

## Biografie
De meeste wedstrijden uit zijn loopbaan speelde Bradbury voor toenmalig tweedeklasser Portsmouth (1995–1997, 1999–2003). Bradbury beëindigde zijn loopbaan in 2011 als speler van AFC Bournemouth. Hij werd vervolgens trainer van de club. Eddie Howe, nog steeds trainer anno 2020, volgde hem op.